# Brannon Braga
Brannon Braga (Bozeman, 14 agosto 1965) è uno sceneggiatore e produttore televisivo statunitense.

## Biografia
Nativo del Montana, studia alla Kent State University e successivamente alla University of California, a Santa Cruz, dove studia cinematografia e arti teatrali. Inizia la propria carriera nel 1990, entrando nel team di sceneggiatori della serie televisiva Star Trek: The Next Generation. Precedentemente aveva lavorato come produttore nel campo dei videoclip musicali. Il suo primo lavoro è stato scrivere la storia per l'episodio Successione, scritta a quattro mani con Ronald D. Moore. Dal 1993 diventa coproduttore della serie e rimane nel team di sceneggiatori fino alla fine della serie, avvenuta nel 1994, curando personalmente l'ultimo episodio intitolato Ieri, oggi, domani.
Nel 1994 cura il soggetto e la sceneggiatura del settimo film di Star Trek, Generazioni; due anni più tardi lavora all'ottavo film della saga, Primo contatto. Dal 1995 entra a far parte dello staff creativo di Star Trek: Voyager, in veste di sceneggiatore e produttore. Nel 2000 continua il sodalizio artistico tra Braga e Ronald D. Moore come autori del soggetto di Mission: Impossible 2 di John Woo, successivamente si uniscono allo staff creativo di Star Trek: Voyager.
Nel 2001, quando Star Trek: Voyager si è conclusa, Braga ha sviluppato la serie televisiva Star Trek: Enterprise. La serie ha debuttato nel settembre del 2001, protraendosi per quattro stagioni fino alla sua conclusione a causa dei bassi indici di ascolto. Dopo la cancellazione di Enterprise ha iniziato a sviluppare una nuova serie fantascientifica per la CBS chiamata Threshold, che ha debuttato nel settembre del 2005. Braga è stato produttore esecutivo di tutta la serie, fondando per l'occasione una sua società di produzione chiamata Braga Productions. La serie non ha il successo sperato e la CBS la cancella nel mese di novembre.
Nel 2009 è impegnato con la serie televisiva 24, scrivendo e producendo gran parte degli episodi della settima stagione. Sempre nel 2009, assieme a David S. Goyer, con cui aveva già avuto modo di lavorare in Threshold, crea la serie televisiva FlashForward, che debutta sulla ABC nel settembre del 2009, per poi essere cancellata dopo una sola stagione.
Nel 2011 lavora come sceneggiatore e produttore esecutivo della serie televisiva Terra Nova. Nel 2014 è co-ideatore di Salem.
Nel 2017 Braga è uno dei produttori di The Orville, una serie di fantascienza tragicomica ispirata a Star Trek.